# 蕭巖 (南北朝)
蕭巖（约544年—589年），字义远，中國南北朝時代人物，梁宣帝萧詧的第五子，安平王。

## 生平
蕭巖性情仁厚，历任侍中、荆州刺史、尚书令、太尉、太傅。后来见隋朝要消滅梁国，就投奔南朝陈，陈叔宝以他为平东将军、东扬州刺史。及陈朝灭亡後，东扬州百姓推蕭巖为主，抗御隋师。被总管宇文述击败，在长安被处死。

## 身后
隋朝末年，他的孙子萧铣追尊蕭巖为河间忠烈王。

## 家族
- 子：蕭璿，蕭銑追贈河間文憲王。
  - 孫：蕭銑
- 子：萧瑊，寧海侯。
  - 孫：萧嗣宗，左衛兵曹參軍，延州罷交、果州相如、洺州雞澤三縣令。
    - 曾孫：萧茂本（636年－712年），字义廉，沂州司馬、柱國。夫人琅邪王氏（652年－728年），封琅邪縣君。
      - 玄孫：萧愉，常州无锡縣尉。
        - 五世孫女：萧博（713年－753年），排行第四，嫁饶阳郡安平縣主簿太原王氏。

      - 玄孫：萧澄之，宋州穀熟县丞。
      - 玄孫：萧隐之，懷州河內縣尉、刑部侍郎。
      - 玄孫：萧温艺
      - 玄孫：萧温恭
      - 玄孫：萧献之
      - 玄孫：萧混之
- 第十三子：萧胜（578年－651年），字玄寂，梁宜阳侯，隋散骑郎，唐轻车都尉、蜀王西阁祭酒。
- 子：萧瑶（589年－638年9月26日），字达文，大业十一年以皇后萧氏堂弟的身份，诏除荆州曲江县令，因父仇称病辞不就，后为唐朝沧州景城县令。夫人杜氏，祖杜庆，梁直阁将军，父杜宠，隋同昌郡怙夷县长。
  - 孫：萧休明[2]